# 스카이라인루지
스카이라인루지는 1985년 뉴질랜드 로토루아에서 개발된 스카이라인사(뉴질랜드의 관광회사)의 어드벤쳐 활동이다. 현재 전 세계 5개국 6개의 장소에서 운영되고 있으며, 2021년 5월 경에는 부산 기장군의 오시리아 관광단지 테마파크개장도 예정하고 있다.
루지카트는 쉽고 안전하게 사용할 수 있도록 설계되어 있으며, 보호자가 동반한다면 신장 85cm~110cm인 어린이들도 안전하게 즐길 수 있다. 출발지점까지 스카이라이드라고 불리는 리프트를 타고 이동하여, 루지카트를 타고 두개의 트랙(총 2.1km) 구간을 내려온다. 루지카트는 다운힐 라이딩을 위해 특수하게 제작된 탈것이다.

## 역사
스카이라인루지는 1985년 뉴질랜드 로토루아 개장을 시작으로 1998년 뉴질랜드 퀸즈타운, 2003년 캐나다 몽트-트렘블랑, 2005년 싱가포르 센토사, 2013년 캐나다 캘거리, 2017년 대한민국 통영의 순으로 자리를 넓혀왔다. '스카이라인루지'라는 브랜드명은 2010년부터 새롭게 사용하기 시작했다. 2014년에는 센토사의 탑승기록이 10,000,000번을 달성했다. 스카이라인루지 통영은 개장 4개월 만에 100만의 탑승 기록을, 관광지의 전반적인 관광객 감소 추세에도 현재까지 550만의 탑승 기록이 있다.

### 스카이라인루지 통영
- 스카이라인루지 통영은 2017년 2월 국내 첫 개장 이후 2년 만에 ‘한국관광 100선’에 선정되는 쾌거를 달성하며 대한민국의 대표 관광지로서 자리잡았다. 통영시에서는 유일하게 2019~2020년 한국관광 100선에 선정된 관광지이다. ‘한국관광 100선’은 문화체육관광부와 한국관광공사가 2년마다 국내 대표 관광지를 선정하여 국내외에 홍보하는 사업이다. 1차 서면 평가와 2차 현장 평가, 3차 최종선정위원회 심의 등을 거쳐 선정하게 된다.[4]
- 2020년 9월 17일, 스카이라인루지 통영은 2개의 신규트랙 개장으로 4개의 트랙과 총 3.8km의 길이로 아시아 최대 루지사이트라는 타이틀을 얻었다.[5]